# مجموعة روكويل للتشغيل الآلي
تعتبر مجموعة روكويل للتشغيل الآلي، المزود الأمريكي للتحكم الآلي الصناعي وتكنولوجيا المعلومات. العلامات التجارية هي ألن برادلي و روكويل للبرمجيات.
يقع المقر الرئيسي لشركة روكويل للتشغيل الآلي في ميلووكي، ويسكونسن. يعمل بها أكثر من 22,000 شخص ولديها عملاء في أكثر من 80 دولة حول العالم. أعلنت الشركة أن المبيعات العالمية للعام المالي 2017 بلغت 6.3 مليار دولار.

## التاريخ

### السنوات الماضية
يعود تاريخ نشأه روكويل للتشغيل الآلي إلي عام 1903، وتشكل شركة ضغط الروستات، التي أسسها ليند برادلي والدكتور ستانتون ألين باستثمار أولي قدره 1000 دولار.
في عام 1904، انضم هاري ليند برادلي البالغ من العمر 19 عامًا إلى شقيقه في العمل.
المنتج الأول الحاصل على براءة اختراع للشركة هو وحدة تحكم بمحرك من نوع انضغاط قرص الكربون للرافعات الصناعية. تم عرض وحدة التحكم في الرافعة في معرض سانت لويس العالمي عام 1904.
في عام 1909، تم تغيير اسم الشركة إلي ألن برادلي.
توسعت ألن برادلي بسرعة خلال الحرب العالمية الأولى استجابةً للعمل المتعاقد مع الحكومة. نما خط إنتاجها ليشمل مشغلات ومفاتيح تشغيل أوتوماتيكية وقواطع دوائر وأجهزة كهربائية أخرى.
في عام 1914، أنشأ فريد لوك أول مكتب مبيعات للشركة في نيويورك.
عند وفاة الشريك المؤسس ستانتون ألن في عام 1916، أصبح ليندي برادلي رئيسًا للشركة. تم تعيين هاري برادلي نائباً للرئيس وتم تعيين المحامي لويس كارليس سكرتيرًا للشركة.
في عام 1918، استأجرت ألن برادلي أول عاملة لها في المصانع، جوليا بيزوفسكي بولتشينسكي، التي تمت ترقيتها إلى منصب رئيس الوزراء في العام التالي.
خلال العشرينيات من القرن الماضي، نمت الشركة أعمالها المتغيرة المصغرة لدعم صناعة الراديو المزدهره. بحلول منتصف هذا العقد، كان ما يقرب من 50 في المئة من مبيعات الشركة تنسب إلى قسم الراديو. انتهى العقد مع مبيعات شركة قياسية بلغت 3 ملايين دولار.
بحلول عام 1932، تسببت الأزمة الاقتصادية العظمى في خسائر فادحة، وسجلت الشركة خسائر قياسية. وسط الضغط الاقتصادي المتزايد، خفضت ألن برادلي قوتها العاملة من 800 إلى 550 وخفضت الأجور بنسبة 50 في المئة. لتخفيف العبء المالي، قام ليند وهاري برادلي بتنفيذ برنامج فريد من نوعه: قامت الشركة باستبدال أجور الموظفين المفقودة بأسهم مفضلة. في النهاية، قامت الشركة بإعادة شراء جميع الأسهم بنسبة ستة بالمائة.
طوال هذه الفترة، قام ليند برادلي بدعم مقاربة بحث وتطوير قوية تهدف إلى «تطوير الشركة من الكساد». إستراتيجية ليند برادلي للبحث والتطوير كانت ناجحة. بحلول عام 1937، زادت فرص التوظيف في ألن برادلي إلى مستويات ما قبل الكساد ووصلت مبيعات الشركة إلى أعلى مستوياتها على الإطلاق حيث بلغت حوالي 4 ملايين دولار.

### منتصف القرن العشرين
في عام 1942، بعد وفاة ليندي برادلي، أصبح هاري برادلي رئيسًا للشركة وتم ترقية فريد لووك إلى منصب نائب الرئيس. انشأت مؤسسة ليندي برادلي الخيرية، بأصول ليندي برادلي. تم تقديم الهدية الأولى للمؤسسة البالغة 12,500 دولار لصندوق مجتمع ميلووكي المجتمعي، من الولايات المتحدة.
غذت الحرب العالمية الثانية مستويات غير مسبوقة من الإنتاج، حيث كان 80 في المائة من أوامر الشركة مرتبطة بالحرب. تركزت أوامر الحرب في خطين عريضين من المنتجات - الضوابط الصناعية لتسريع الإنتاج والمكونات الكهربائية أو «أجزاء الراديو» المستخدمة في مجموعة واسعة من المعدات العسكرية.
قامت ألن برادلي بتوسيع منشآتها عدة مرات خلال الأربعينيات من القرن الماضي لتلبية احتياجات الإنتاج في زمن الحرب. مع عمل فريد لووك كنائب رئيس لهاري برادلي، بدأت الشركة مشروع توسّع رئيسي بقيمة مليون دولار لمدة عامين في عام 1947. في الخمسينيات والستينيات، أكملت الشركة توسعات إضافية في مرافقها في ميلووكي. بما في ذلك برج الساعة ألن برادلي. تمت إعادة تسمية برج الساعة، ويعرف اليوم باسم برج ساعة روكويل للتشغيل الآلي .
توفي هاري برادلي في عام 1965. تقاعد فريد لوك في عام 1967 وتوفي في عام 1973.

### أواخر القرن العشرين
خلال السبعينيات، وسعت الشركة مرافق الإنتاج والأسواق. مع بداية الثمانينيات أصبحت شركة عالمية، مع وجود جي تريسي أورورك رئيسا للشركة في الفترة ما بين عامي 1981 و 1989. قدمت الشركة مجموعة جديدة من أدوات التحكم المنطقية القابلة للبرمجة، وهي PLC في عام 1981 تليها عائلة PLC-2 (1982) (2/30 ، 2/05) / 2/16 & 2/17) PLC-3 (1982) SLC-100 (1986) SLC-500 (1986) PLC-5 Family (1985). وكانت التطورات PLC السابقة MAC ، PLC-4.
في عام 1985، سجل ألن برادلي المملوك للقطاع الخاص سجلا ماليا جديدا بلغت مبيعاته مليار دولار. في 20 فبراير 1985، اشترت روكويل الدولية ألن برادلي مقابل 1,651 مليار دولار؛ كانت هذه أكبر عملية استحواذ في تاريخ ويسكونسن حتى الآن. تولى ألن برادلي قسم التشغيل الآلي الصناعي في روكويل.
في التسعينيات شهدت الشركة تطويرا تقنيا مستمرا، بما في ذلك إطلاق أعمالها البرمجية، برمجيات روكويل عام 1944، ومنصة التحكم عام 1997، Logix ونظام الهندسة المعمارية المتكاملة عام 1999. طورت روكويل الدولية PowerFlex، وهو برنامج وتكنولوجيا التصنيع في التسعينيات.
خلال هذا العقد، حصلت روكويل الدولية علي شركة أنظمة طاقة، مؤلفة من شركة الاعتماد الكهربائية وشركة دودج. تم تسويق هذه الماركات، بالإضافة إلي ماركات أنظمة التحكم ألن برادلي وبرمجيات روكويل باسم روكويل للتشغيل الآلي.
في عام 1998، تم تعيين كيث نوسبوش رئيسا لشركة روكويل للتشغيل الآلي ونظم التحكم. تم نقل مقر شركة روكويل الدولية إلى ميلووكي، ويسكونسن في نفس العام.

### في بداية القرن الحالي
في عام 2002، انقسمت شركة روكويل الدولية إلي شركتين . أصبح قسم التشغيل الآلي الصناعي روكويل للتشغيل الآلي، وأصبح قسم إلكترونيات الطيران روكويل كولينز.
تمت هيكلة الانقسام بحيث أصبحت روكويل للتشغيل الآلي هي الوجه القانوني ل روكويل الدولية، بينما كانت روكويل كولينز هي الجزء المنفصل. تحتفظ روكويل للتشغيل الآلي بتاريخ روكويل الدولية في أسعار الأسهم، وتستمر في التداول في بورصة نيويورك تحت الرمز "ROK". في عام 2004، تم تعيين كيث نوسبوش في منصب الرئيس التنفيذي.
في عام 2007، باعت روكويل للتشغيل الآلي قسم أنظمة الطاقة مقابل 1,8 مليار دولار لشركة بالدور الكهربائية للتركيز على كفاءاتها الأساسية في التشغيل الآلي وتكنولوجيا المعلومات.
في أبريل 2016، تم إعلان عن استبدال كيث نوسبوش المدير التنفيذي ب بليك موريت، اعتبارا من 1 يوليو 2016. سيبقي كيث في منصب روكويل للتشغيل الآلي. كان موريت سابقًا نائب الرئيس الأول لقطاع منتجات التحكم والحلول في الشركة. اعتبارا من 1 يناير 2018، سيتنحي كيث نوسبوش عن منصبة كرئيس. تم انتخاب بليك موريت رئيسًا جديدًا من قبل مجلس الإدارة.
في 11 يونيو 2018، قامت روكويل للتشغيل الآلي باستثمار مليار دولار في أسهم PTC للحصول على حصة ملكية بنسبة 8.4 في المئة.

## عمليات

### قطاعات الأعمال
تدير روكويل للتشغيل الآلي أعمالها من خلال قطاعين - الهندسة المعمارية والبرمجيات ومنتجات التحكم والحلول.
- يحتوي قطاع الهندسة المعمارية والبرمجيات على عناصر أساسية في أنظمة التحكم والمعلومات روكويل للتشغيل الآلي وتطبيقات البرامج ومكونات التحكم الآلي.
- تتكون منتجات وحلول التحكم من منتجات وخدمات التحكم في المحركات.

### منتجات
تغطي روكويل للتشغيل الآلي أنظمة التحكم ومكونات التحكم الصناعية وبرامج المعلومات وأجهزة التحكم في المحركات وأجهزة الاستشعار وتكنولوجيا الشبكات وتكنولوجيا الأمان والأمن الصناعي.

### خدمات
لدى روكويل للتشغيل الآلي أنظمة هندسية تتراوح بين مكونات مجمعة مصممة خصيصًا لمشاريع تكامل كبيرة بنظام تسليم المفتاح. وتشمل الخدمات إصلاح، استشارات إدارة الأصول ومراكز الدعم عن بعد والتدريب.

## وصلات خارجية
- موقع مجموعة روكويل للتشغيل الآلي
- سوفت الوير الخاص بمجموعة روكويل للتشغيل الآلي.
- الموقع الرسمي لألن برادلي.
- بيانات العمل لمجموعة روكويل للتشغيل الآلي:
  - جوجل المالية.
  - ياهو المالية.
  - رويترز.
  - برادة المجلس الأعلى للتعليم.